# Santiago Amat
Santiago Amat Cansino (Barcellona, 22 giugno 1887 – Barcellona, 11 novembre 1982) è stato un velista spagnolo.

## Palmarès
- Giochi olimpici

Los Angeles 1932: bronzo nello snowbird.